# Smrtić
Smrtić falu Horvátországban, Bród-Szávamente megyében. Közigazgatásilag Gornji Bogićevcihez tartozik.

## Fekvése
Bródtól légvonalban 60, közúton 67 km-re északnyugatra, Pozsegától   légvonalban 33, közúton 42 km-re nyugatra, községközpontjától 3 km-re északkeletre, a Psunj-hegység déli lejtőin, a Drasevac-patak mentén fekszik.

## Története
A település határában a „Gradina” nevű helyen a középkorban vár állt, melynek maradványai ma is látszanak a falutól másfél kilométerre az erdőben. A vár területét mára teljesen benőtte az erdő, de jól felismerhető a központi magaslat, valamint a körülötte kör alakban épített sáncok és várárok maradványai.
A török 1536 és 1544 között foglalta el ezt a területet. A török uralom idején Boszniából pravoszláv szerbeket telepítettek ide. A térség csak 1687-ben szabadult fel a török uralom alól. Az első katonai felmérés térképén „Dorf Szmerticz” néven található. Lipszky János 1808-ban Budán kiadott repertóriumában „Szmertich” néven szerepel. 
Nagy Lajos 1829-ben kiadott művében „Szmertich” néven 57 házzal, 194 katolikus és 98 ortodox vallású lakossal találjuk. A gradiskai határőrezredhez tartozott, majd a katonai közigazgatás megszüntetése után Pozsega vármegyéhez csatolták. 
1857-ben 232, 1910-ben 421 lakosa volt. Az 1910-es népszámlálás szerint lakosságának 96%-a szerb anyanyelvű volt. Pozsega vármegye Újgradiskai járásának része volt. Az első világháború után 1918-ban az új szerb-horvát-szlovén állam, majd később (1929-ben) Jugoszlávia része lett. 
1991-től a független Horvátországhoz tartozik. 1991-ben lakosságának 94%-a szerb nemzetiségű volt. A délszláv háború során a település már a háború elején 1991 tavaszán szerb ellenőrzés alá került. 1995. május 1-jén a „Bljesak-95” hadművelet első napján foglalta vissza a horvát hadsereg. A szerb lakosság legnagyobb része elmenekült. 2011-ben a településnek 292 lakosa volt. 

## Lakossága
| Lakosság változása | Lakosság változása | Lakosság változása | Lakosság változása | Lakosság változása | Lakosság változása | Lakosság változása | Lakosság változása | Lakosság változása | Lakosság változása | Lakosság változása | Lakosság változása | Lakosság változása | Lakosság változása | Lakosság változása | Lakosság változása |
| ------------------ | ------------------ | ------------------ | ------------------ | ------------------ | ------------------ | ------------------ | ------------------ | ------------------ | ------------------ | ------------------ | ------------------ | ------------------ | ------------------ | ------------------ | ------------------ |
| 1857               | 1869               | 1880               | 1890               | 1900               | 1910               | 1921               | 1931               | 1948               | 1953               | 1961               | 1971               | 1981               | 1991               | 2001               | 2011               |
| 232                | 248                | 230                | 309                | 407                | 421                | 392                | 397                | 298                | 330                | 372                | 442                | 425                | 486                | 338                | 292                |

## Nevezetességei
A Legszentebb Istenanya tiszteletére szentelt, Ratkovaccal közös pravoszláv temploma 1800-ban épült a 18. század közepén épített fatemplom helyén. Ez a templom a mainál kissé kisebb volt és nem volt tornya. A harangtornyot csak 1938-ban építették hozzá. A második világháború idején az usztasák az ikonosztáz ikonjait bajonettel szétvagdosták. 1981-ben a templomot teljesen megújították. A délszláv háború idején ismeretlen tettesek az ikonosztáz ikonjait ellopták, a liturgikus tárgyakat és a székeket összetörték.